# 第2回天皇杯全日本サッカー選手権大会
この項目では1922年11月25日および26日に豊島師範グラウンドにおいて開催されたア式蹴球全國優勝競技會（あしきしゅうきゅうぜんこくゆうしょうきょうぎかい） について記載する。なお、本大会は天皇杯全日本サッカー選手権大会の第2回大会に当たる。

## 概要
- 予選は関東北、名古屋、大阪、広島の4地区に分けて行われ[1]、それぞれの地区代表1チームが全国大会に出場した[1]。
- 準優勝の広島高師は一緒に練習していた広島一中（現広島県立広島国泰寺高等学校）の現役選手が2人加入し[2]、決勝も名古屋蹴球団を圧倒しながら[2]、雨に油断し[3]、0–1で涙を飲んだ[2][3]。
- 本大会は翌1923年（大正12年）に大阪で開催される第6回極東選手権競技大会と結び付けられて極東選手権競技大会サッカー競技の予選を兼ねて行われた[1]。極東選手権出場はすんなり本大会優勝の名古屋蹴球団ではなく[1]、名古屋蹴球団に挑戦が許されることになり[1]、本大会に出場していない前年度優勝チーム・東京蹴球団と大阪サッカークラブの申し込みがあり[1]、両チームは1923年1月に対戦し大阪サッカークラブが勝ち、引き続き大阪サッカークラブと名古屋蹴球団が対戦して大阪サッカークラブが勝ったため、極東選手権代表は大阪サッカークラブになった[1]。大阪サッカークラブは明星商業学校サッカー部OBが中心となり1921年に結成されたクラブで、主将は神田清雄、監督は西田満寿次郎であった[4]。大阪サッカークラブは極東選手権出場にあたり、陣容を充実させるため広島から清水直右衛門、東京から清水隆三を補強している[1]。

## 出場チーム
- アストラ倶楽部（関東北[1]、初出場）
- 名古屋蹴球団（名古屋[1]、2年連続2回目）
- 大阪サッカークラブ（大阪[1]、初出場）
- 広島高師（広島[1]、初出場）

## 結果
|  | 準決勝                 | 準決勝   |                |  | 決勝 | 決勝 |
|  |                        |          |                |  |      |      |
|  | 1922年11月25日（延長） |          |                |  |      |      |
|  | 名古屋蹴球団           | 2        |                |  |      |      |
|  | 大阪サッカークラブ     | 1        |                |  |      |      |
|  |                        |          | 1922年11月26日 |  |      |      |
|  | 名古屋蹴球団           | 1        |                |  |      |      |
|  |                        | 広島高師 | 0              |  |      |      |
|  | 1922年11月25日         |          |                |  |      |      |
|  | 広島高師               | 3        |                |  |      |      |
|  | アストラ倶楽部         | 1        |                |  |      |      |

## 参考資料
- 第94回天皇杯全日本サッカー選手権大会大会パンフレット (p. 55)